# 瓦西里夫卡 (赫梅利尼茨基州)
49°45′36″N 26°34′50″E / 49.76000°N 26.58056°E
瓦西里夫卡（羅馬化：Vasylivka）是位於烏克蘭西部赫梅利尼茨基州赫梅利尼茨基區泰奧菲波爾市鎮的村莊。該村始建於1572年，面積0.69平方公里，海拔高度288米，2001年人口140，人口密度每平方公里203.5人。